# Gabriel Pereira de Castro

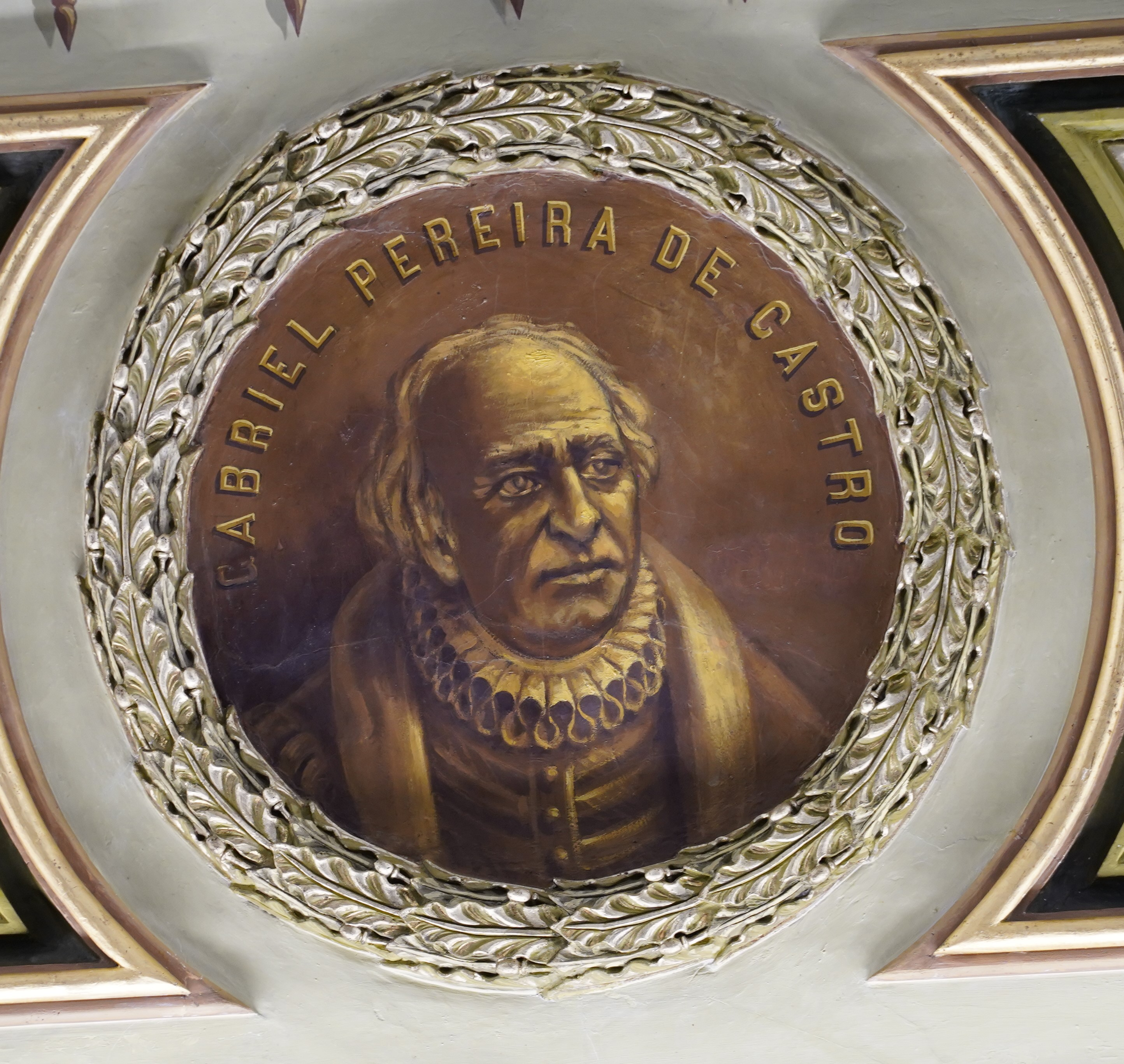
Gabriel Pereira de Castro, no Salão Nobre da Câmara Municipal de Braga

Gabriel Pereira de Castro (Braga, 7 de Fevereiro de 1571 — Lisboa, 18 de outubro de 1632 (61 anos)) foi um poeta e magistrado português.

## Biografia
Ordenado presbítero ainda em Braga, estudou Direito na Universidade de Coimbra, foi professor, desembargador da Relação do Porto (1606) e da Casa da Suplicação, corregedor do Crime e procurador-geral das Ordens Militares. Escreveu vários tratados de Direito, poesias em português, latim e espanhol, assim como o poema heróico em oitava rima e dez cantos Ulisseia ou Lisboa Edificada, em que conta a fundação de Lisboa pelo herói Ulisses, publicado pelo seu irmão, Luís Pereira de Castro, em 1636.
Em virtude de ter condenado um indivíduo (de nome Simão Pires Solis), acusado de ter profanado o Sacrário da Igreja de Santa Engrácia, e que mais tarde se veio a provar estar inocente,  acabou os seus dois últimos anos de vida mentalmente perturbado.
Lope de Vega dedicou um soneto a Gabriel Pereira de Castro.

## Obra
- Decisiones Supremi, Eminentissimeque Senatus Portugalliae. Lisboa, 1621.
- De manu regia tractatus in quo omnium Legum Regiarum quibus, Regi Portugalliae in causis ecclesiasticis cogniti est ex iure (2 tomos). Lisboa, Pedro Craesbeeck, 1622-1625.
- Ulisseia ou Lisboa Edificada. Lisboa, 1636.
- Monomachia sobre as Concórdias dos Reys deste Reyno, Lisboa, José Francisco Mendes, 1738.